# Bajancogt járás
Bajancogt járás (mongol nyelven: Баянцогт сум) Mongólia Központi tartományának egyik járása. Területe 1500 km². Népessége kb. 4200 fő.
Székhelye, Dund Urt (Дунд Урт) 134 km-re fekszik Dzúnmod tartományi székhelytől és 91 km-re Ulánbátortól.